# Ben Haenow
Ben Haenow er en engelsk sanger som vandt sæson 11 af det britiske udgave af X Factor